# أكسل سوبيرغ
أكسل سوبيرغ (بالسويدية: Axel Sjöberg)‏ (8 مارس 1991 بستوكهولم في السويد - ) هو لاعب كرة قدم سويدي في مركز الدفاع. لعب مع كولورادو رابيدز وThunder Bay Chill ‏ وSollentuna United FF ‏.

## وصلات خارجية
- أكسل سوبيرغ على موقع الدوري الأمريكي (الإنجليزية)
- أكسل سوبيرغ على موقع قاعدة بيانات كرة القدم.إي يو (الإنجليزية)
- أكسل سوبيرغ على موقع Soccerbase.com (لاعب) (الإنجليزية)
- أكسل سوبيرغ على موقع Soccerway.com (الإنجليزية)
- أكسل سوبيرغ على موقع عالم كرة القدم.نت (الإنجليزية)
- أكسل سوبيرغ على موقع AS.com (الإسبانية)